# Freijo (Sarreaus)
Freijo (llamada oficialmente Santiago de Freixo) es una parroquia y un lugar del municipio español de Sarreaus, en la provincia de Orense, Galicia.

## Toponimia
La parroquia también es conocida por los nombres de Santiago de Freijo y Santiago do Freixo.

## Historia
Hacia mediados del siglo XIX, la parroquia, ya por entonces perteneciente a Sarreaus, tenía contabilizada una población de 228 habitantes. Aparece descrita en el octavo volumen del Diccionario geográfico-estadístico-histórico de España y sus posesiones de Ultramar de Pascual Madoz con las siguientes palabras:

FREIJO (Santiago): felig. en la prov. y dióc. de Orense (7 leg.), part. jud. de Ginzo de Limia (2), ayunt. de Sarreaus (1/4): sit. en la ladera de un monte, donde la combaten principalmente los aires del NO. y E.; el clima es frio, y las enfermedades comunes dolores de costado, reumas é hidropesia. Tiene 50 casas repartidas en los l. de Couso, Freijo y Freande. Hay escuela de primeras letras frecuentada por indeterminado número de niños, cuyo maestro es el teniente de cura, quien desempeña el cargo gratuitamente. La igl. parr. (Santiago) es aneja de la de Sta. Maria de Lodoselo. Confina el térm. N. Sarreaus; E. montes; S. Nocelo da Pena, y O. la matriz. Le cruza un riach. que corre de E. á O. y confluye en el de Ginzo. El terreno es arcilloso, calizo y de segunda y tercera calidad. Los caminos son trasversales y malos. El correo se recibe en Sarreaus, procedente de Ginzo. prod.: centeno, patatas, legumbres, hortaliza y heno: se cria ganado vacuno, caballar, de cerda y poco lanar; hay caza de conejos y perdices, y pesca de varias clases. ind. y comercio: la agrícola y 10 molinos harineros; reduciéndose el comercio á la estraccion de ganado y jamones, é importacion de los géneros y frutos precisos. pobl.: 43 vec., 228 almas. contr.: con su ayunt. (V.)
(Madoz, 1847, p. 180)

## Organización territorial
La parroquia está formada por tres entidades de población:
- Couso
- Freande
- O Freixo (Freixo)

## Demografía

### Parroquia
| Gráfica de evolución demográfica de Freijo (parroquia) entre 2000 y 2023 |
|                                                                          |
| Datos según el nomenclátor publicado por el INE.                         |

### Lugar
| Gráfica de evolución demográfica de O Freixo (lugar) entre 2000 y 2023 |
|                                                                        |
| Datos según el nomenclátor publicado por el INE.                       |